# Drunken Lullabies
Drunken Lullabies is het tweede studioalbum van de Amerikaanse Celtic Punkband Flogging Molly.

## Tracklist
1. "Drunken Lullabies" – 3:53
2. "What's Left of the Flag" – 3:38
3. "May the Living Be Dead (In Our Wake)" – 3:50
4. "If I Ever Leave This World Alive" – 3:21
5. "The Kilburn High Road" – 3:43
6. "Rebels of the Sacred Heart" – 5:11
7. "Swagger" – 2:05
8. "Cruel Mistress" – 2:57
9. "Death Valley Queen" – 4:18
10. "Another Bag of Bricks" – 3:45
11. "The Rare Ould Times" – 4:06
12. "The Sun Never Shines (On Closed Doors)" – 4:24

## Gebruik in andere media
- Het nummer "Drunken Lullabies" wordt gebruikt in het computerspel Tony Hawk's Pro Skater 4. Het staat ook op Rock Against Bush, Vol. 2
- "Rebels of the Sacred Heart" staat op de Warped Tour 2001 Tour Compilation.
- "What's Left Of The Flag" staat op de Warped Tour 2002 Compilation.
- "If I Ever Leave This World Alive" speelt tijdens de aftiteling van de film P.S. I Love You. Het wordt ook gebruikt in een aflevering van Weeds en van The Shield